# Anteon infectum
Anteon infectum är en stekelart som först beskrevs av Alexander Henry Haliday 1837.  Anteon infectum ingår i släktet Anteon, och familjen stritsäcksteklar. Arten är reproducerande i Sverige.